# Léocadie Doze
Pour les articles homonymes, voir Doze et Beauvoir.
Aimée Éléonore Léocadie Doze, dite Mademoiselle Doze à la scène et Mme Roger de Beauvoir en littérature, née au château de Pontcallec à Berné le 20 octobre 1823 et morte à Paris le 22 octobre 1859, est une comédienne, dramaturge et écrivaine française.

## Biographie
Douée d’une beauté et d’une grâce peu communes, elle est destinée, très jeune, à l’art dramatique et vient suivre à Paris les cours de déclamation du Conservatoire, de Mademoiselle Mars et de Samson. Ayant plu à Mademoiselle Mars, alors au déclin de sa longue carrière, celle-ci s’est chargée de son éducation artistique. Devenue l’élève de cette comédienne, qui l’avait prise en affection et l’admettait dans son intimité, elle a fait de rapides progrès et grâce à elle, elle s’est vue ouvrir les portes de la Comédie-Française, où elle fait ses débuts en 1839, au courant de l’année 1839, dans le rôle d’Abigail du Verre d’eau d’Eugène Scribe. Selon l’usage établi de cette maison, elle interprète, en 1839, le rôle d’Agnès dans l’École des femmes. Elle joue ensuite dans L’Épreuve nouvelle d’Édouard Lemaître, dans Les Dehors trompeurs de Louis de Boissy, où elle reprend le rôle de sa protectrice, et elle est applaudie dans le rôle de Betty, dans La Jeunesse d’Henri IV d’Alexandre Duval. Sa beauté délicate, l’élégance de sa personne, une ingénuité naturelle, qui avaient tout d’abord prévenu en sa faveur, un organe flatteur, une diction juste et de réelles qualités scéniques ont accentué son succès auprès du public.
Une fois installée dans l’emploi des jeunes premières, elle s’est fait une place importante dans le répertoire, en se montrant successivement dans un grand nombre d’ouvrages, soit classiques, soit modernes, parmi lesquels l’École des femmes, Tartuffe, l’École des maris, le Légataire universel, les Ménechmes, le Cercle, l’Épreuve nouvelle, les Deux Anglais, le Bourru bienfaisant, les Dehors trompeurs, le Bourgeois de Gand, les Deux Frères, la Femme jalouse, la Mère et la Fille, Un cas de conscience, les Deux Gendres, la Jeunesse de Henri V, Louis XI, le Château de ma nièce, etc. Ses succès ayant encouragé les auteurs à lui confier des rôles dans leurs pièces nouvelles, elle a créé divers rôles, entre autres dans Latréaumont, d’Eugène Sue, le Gladiateur, de Raynouard, Une Chaine, de Scribe, la Protectrice, les Souvenirs de la marquise, Japhet à la recherche d’un père, Eudoxie ou le Meunier de Harlem, etc.
S’essayant à la tragédie, elle crée encore quelques rôles avant de quitter la scène pour vivre avec l’écrivain et dramaturge Roger de Beauvoir, dont elle aura deux enfants avant de l’épouser, en 1847, puis un troisième enfant, avant de se séparer à peine trois ans plus tard, à la suite d’un éclatant procès en 1850, où elle parvient, avec sa mère, à ruiner son époux.
Ayant reçu une éducation soignée et douée de beaucoup d’esprit naturel, elle s’est lancée dans la littérature, pour écrire et faire représenter, entre 1850 et 1855, plusieurs comédies : L’Une et l’Autre, jouée aux Français ; l’Amour à la maréchale, au Palais-Royal, Au coin du feu, aux Variétés, et une opérette-vaudeville, Drelin-Drelin, aux Folies-Dramatiques. Le plus important de ses ouvrages est néanmoins celui qu’elle a publié d’abord en feuilletons dans la Presse (1884), puis en volume, sous le titre de Confidences et causeries de Mademoiselle Mars (1855, 3 vol.), mélange d’anecdotes historiques et imaginaires sur la comédienne dont elle a été à la fois l’élève et l’amie, dont l’imagination de l’auteur a fait les principaux frais, contenant des anecdotes ne manquant pas d’intérêt. L’ouvrage a connu une dizaine d’éditions.
Elle a également publié dans le Constitutionnel, des chroniques hebdomadaires intitulés les Salons et les modes, et a donné, dans beaucoup de recueils, une quantité de récits spirituels et ingénieux. Larousse rapporte que « sa conversation fine, gracieuse, enjouée, était encore bien supérieure à ses ouvrages ». Elle est morte, jeune encore, à l’âge de 36 ans.

## Œuvres
- Confidences de Mademoiselle Mars, Paris, Michel Lévy frères, 1855, 310 p., 1 vol. ; in-16 (lire en ligne).
- Sous le masque. Un coup du hasard. Thérèse de Coulanges. Un médaillon du temps passé, Paris, Librairie nouvelle, 1857, in-18°, 355 p.
- Le Secret du docteur, Paris, A. Cadot, 1857, 2 vol. in-8°.
- Une Femme forte, Paris, A. Cadot, 1858, 2 vol. in-8°.

Théâtre
- Dos à dos, proverbe en un acte et en prose, Paris, théâtre de l’Odéon, 2 avril 1852, Paris, J. Claye, 1856.
- L’Un et l’Autre, comédie en un acte, Paris, Théâtre-Français, 5 avril 1852.
- L’Amour à la maréchale, vaudeville en deux actes et en prose, Paris, théâtre Montansier, 14 août 1852.
- Au coin du feu, comédie en un acte, Paris, théâtre des Variétés, 27 janvier 1855, Paris, Librairie nouvelle, 1855.
- Drelin ! Drelin !, vaudeville en un acte, Paris, théâtre des Folies-Dramatiques, 26 mai 1858, Paris, Michel Lévy frères, 1858.